# Lý Khuê Báo
Yi Gyubo (hay Lee Gyu-bo, tiếng Hàn: 이규보/ 李奎報 (Lý Khuê Báo), 15 tháng 1, 1169 - 8 tháng 10, 1241), tự là Xuân Khanh (春卿), hiệu là Bạch Vân (白雲), là một nhà văn người Cao Ly. Ông cùng với Choe Chiwon (người thời Tân La) và Yi Jehyeon (cũng người thời Cao Ly) là những thi sĩ tiêu biểu của văn học cổ điển Triều Tiên.
Yi được cho là quê ở quận Huangye, Gyeonggi-do, Hàn Quốc ngày nay. Ngay từ nhỏ, ông đã là một thần đồng. Ông không chỉ học tứ thư ngũ kinh, kinh điển Phật giáo và Lão giáo mà còn học cả thơ văn và có trí nhớ đặc biệt. Năm 1190, ông thi đỗ trong kỳ thi vào Quốc tử giám do Triều đình tổ chức. Năm 30 tuổi được vào làm ở Hàn lâm viện. Ông từng tham gia quân đội, giữ các chức Binh mã lục sự, tu chế. Năm 1207, ông được phong làm Quyền bổ trị hàn lâm. Năm 1219 ông bị giáng xuống làm phó sứ vùng Gyeyang Dohobu. Năm 1232, nhà Nguyên xâm lược Cao Ly. Yi Gyubo đã thảo thư gửi Ögödei (Oa Khoát Đài) và quân Nguyên đã thoái binh. Nhờ công này, ông được phong làm Khu mật phó sứ – thượng thư bộ Lại, đại học sĩ tham tri chính sự Tập Hiền Điện.
Yi nổi tiếng với tư cách là nhà thơ, văn sĩ hơn là quan lại. Thời ông, hệ thống chữ Hangul chưa phát triển, hơn nữa văn học Cao Ly chịu ảnh hưởng sâu sắc của văn học Trung Hoa, nên các tác phẩm của Yi đều viết bằng hanmun (chữ Hán). Yi đã sáng tác trên tám nghìn bài thơ, ghi lại trong Đông quốc lý tương quốc tập. Ông cũng có nhiều bài bình luận văn học ghi lại trong tập Bạch Vân tiểu thuyết. Đông quốc lý tương quốc tập do Yi sáng tác lúc ông sống ở núi Chunma ở Kaesong và lấy hiệu là Bạch Vân sơn nhân và Bạch Vân cư sĩ. Đây là một tác phẩm sử thi ca ngợi người anh hùng dân tộc Triều Tiên Vua Dongmyeong người đã lập nên triều Cao Câu Ly. Tác phẩm có ý nghĩa khẳng định nguồn gốc của nhà Cao Ly là kế tục Cao Cấu Ly và ly khai ảnh hưởng của nhà Tống lúc đó đã bị nhà Nguyên thôn tính.